# Gunnilse
för primärområdet med detta namn, se Gunnilse (primärområde)
Gunnilse är en bebyggelse i primärområdet Gunnilse i nordöstra delarna av Göteborgs kommun i stadsdelen Angered (Angereds socken).  SCB klassade från 2000 till 2010 bebyggelsen som två småorter på vardera sida om en ås, Stugåsen. Dessa kallades av SCB Gunnilse (västra delen) och Gunnilse (östra delen). Till följd av minskande befolkning upphörde den östra delen 2010. Vid avgränsningen 2018 klassades båda områdena som en del av tätorten Angered.

Orten ligger strax söder om Lärjeån, strax väster om orten gör ån en krök åt söder. Genom orten gick förr Västgötabanan som hade en station här. 